# 85ª Squadriglia
L 85ª Squadriglia del Corpo Aeronautico era un reparto di volo italiano costituito nel settembre 1917.
La squadriglia, fu operativa durante dalla prima guerra mondiale.

## Storia

### Prima guerra mondiale
Una Sezione Nieuport nasce il 23 settembre 1916 per il XVI Corpo d'Armata della Campagna di Albania al comando del Tenente Giovanni Sabelli che disponeva di altri 2 piloti.
Il 9 dicembre passa sotto l'VIII Gruppo (poi 8º Gruppo Volo) spostandosi al campo di Tahyraqua, detto anche di Punta Rameck (vicino a Valona).
Nel maggio 1917 dispone di 6 piloti tra cui il Ten. Adriano Bacula ed il 25 settembre diventa 85ª Squadriglia a Valona comandata dal Capitano Ernesto Pellegrino che in ottobre riceve i Nieuport 17.
A fine anno il reparto dispone di 8 piloti, tra cui il Sottotenente Prospero Freri e nel 1917 ha svolto 97 voli di guerra sostenendo 3 combattimenti.
Il 1º gennaio 1918 dispone di 10 piloti, tra cui il Ten. Freri ed il 16 gennaio il comando interinale passa al Cap. Mario Sarrocchi.
In febbraio il reparto si sposta a Piskupi (o Peshkep), 8 km circa ad est di Valona, ed il 17 aprile un Ni viene abbattuto da 2 aerei nemici.
In maggio arrivano i primi 6 Hanriot HD.1 ed a fine maggio altri 24 HD.1 ed il comando passa il 17 luglio al Cap. Mario Ponis.
In settembre manda a Durazzo una sezione agli ordini del Ten. Arrigo Tessari che dispone anche di 2 Pomilio PE.
Durante la guerra la squadriglia ha svolto 925 voli di guerra subendo un morto in battaglia.
A dicembre il comando passa al Ten. Giuseppe Cartoni e svolge voli postali tra le città albanesi con 9 piloti.
Il 10 ottobre 1919 viene sciolta la squadriglia che lascia una sezione nella Squadriglia Mista di Valona che opera nell'insurrezione albanese da giugno a luglio 1920.

### Regia Aeronautica
La Squadriglia al 1º Giugno 1931 era all’Aeroporto di Bresso nel ricostituito 18º Gruppo caccia Intercettori nella sede del 3º Stormo equipaggiata con il Fiat C.R.20 “Asso”. Poi transita sul Fiat C.R.32.

### Seconda guerra mondiale
Al 10 giugno 1940 era nel 18º Gruppo caccia con 8 Fiat C.R.42 all'Aeroporto di Novi Ligure/Aeroporto di Albenga nel 3º Stormo Caccia Terrestre e tra le sue file vi era l'Asso dell'aviazione Luigi Gorrini.
Al 22 ottobre successivo era a Maldegem nel Corpo Aereo Italiano fino al 10 gennaio 1941.
Il reparto arrivò in Africa Settentrionale Italiana nel gennaio 1941 
Gorrini ottenne la sua prima vittoria aerea, il 16 aprile 1941. Mentre era in volo di protezione nel cielo di Derna, in Cirenaica, intercettò due dei primi cacciabombardieri bimotori Bristol Beaufighter appena arrivati nel teatro del Mediterraneo, diretti verso il campo N 1 di Ftheja, base della sua Squadriglia.
Da 250 metri Gorrini lo centrò con due successive raffiche e l'aereo britannico precipitò subito a sud del campo.
Il 29 maggio, Gorrini, di nuovo in volo di protezione, avvistò due bombardieri Bristol Blenheim sul porto di Bengasi. Sparò una raffica da 500 metri colpendo il capo pattuglia, nonostante il fuoco difensivo dei due bimotori nemici. Il Bristol di testa, ripetutamente colpito, cadde nelle acque del porto.
Rimpatriata col suo reparto, il 29 agosto era a Caselle Torinese per iniziare l'addestramento sui nuovi caccia monoplani, il Fiat G.50 Freccia ed il Macchi C.200 Saetta. Per continuare l'addestramento, la squadriglia ed il suo 18º Gruppo si trasferirono prima a Mirafiori e successivamente su Ciampino Sud, dove l'addestramento sui nuovi caccia si concluse il 10 dicembre, quando l'unità, equipaggiata con i Macchi C.200, volò prima all'Aeroporto di Lecce-Galatina e poi alla nuova base di Araxos vicino a Larissos, in Grecia.
Durante l'inverno 1941-42, il reparto compì voli di scorta a convogli tra l'Italia e la Grecia.
Rimpatriò con il 18°, il 25 aprile 1942.
Tornati in Italia, i piloti del 18° vennero addestrati a pilotare il C.200 nella configurazione di cacciabombardiere. L'addestramento durò fino a metà luglio, quando l'unità volò in Nord Africa per raggiungere l'altro Gruppo del 3º Stormo, il 23º Gruppo, sull'aeroporto avanzato di Abu Haggag (od Aeroporto militare di Sidi Haneish a 376 km ad ovest-nord-ovest da Il Cairo). Da quella base avanzata, la squadriglia, che tra i suoi piloti aveva anche Guido Fibbia, svolse missioni di scorta per naviglio dell'Asse ed attacchi al suolo, con le nuove bombe "Mazzolino". Quando, in ottobre, il 4º Stormo Caccia Terrestre, ormai logoro, venne arretrato, consegnò i suoi Macchi M.C.202 Folgore al 3º Stormo. Così, dal 20 di quel mese, il 18º Gruppo poté riprendere i compiti di reparto da caccia.
Il 2 gennaio 1943, l'intero 3º Stormo, equipaggiato con i Macchi C.202 ceduti dal 4º Stormo, decollò per affrontare due formazioni di Douglas DB-7 Boston e B-25 Mitchell, scortati da Spitfire e P-40. Nella battaglia aerea che ne conseguì, Gorrini abbatté un Curtiss P-40E Kittyhawk della R.A.F., che precipitò ad Ovest di Sirte.
Nove giorni dopo, mentre era di scorta, con altri piloti del 3º Stormo, a C.200 caccia-bombardieri in azione su aeroporti britannici nella zona dello Uadi Tamet, Gorrini abbatté uno degli Spitfire della squadriglia dell'asso britannico Flying Officer Neville Duke del 92° Squadron e ne danneggiò un altro. 
Durante la ritirata delle forze dell'Asse, sempre più spesso il 3º Stormo veniva chiamato a missioni di scorta e di attacco a terra. Nella mattina del 26 febbraio, il reparto decollò per scortare una formazione di Junkers Ju 87 Stuka diretti ad attaccare forze armate alleate nella zona di Ksar-Ghilane e, successivamente, per mitragliare truppe nemiche a terra.
Gorrini, che dal febbraio 1943 aveva ottenuto quattro vittorie confermate e una non confermata, ottiene, all'inizio dell'estate, uno dei tre Macchi C.205V "Veltro" assegnati al 3º Stormo (uno degli altri due era affidato al maresciallo Fibbia), rivela le sue non comuni doti di pilota da caccia durante la difesa di Roma.
La serie di vittorie aeree di Gorrini ha inizio il 19 luglio del 1943, giorno del primo bombardamento nella storia di Roma. Gorrini, quel giorno, entra in azione con altri 37 colleghi piloti del 3º Stormo contro i 930 bombardieri e caccia di scorta dell'US Air Force impegnati nell'Operazione Crosspoint. Decolla da Cerveteri con l'85ª squadriglia, su un Macchi C. 202. Al largo di Ostia, attacca la prima formazione di B-17 Flying Fortress abbattendo un bombardiere Secondo altre fonti, il 19 luglio, abbatte, nel corso di una sola missione, un bombardiere quadrimotore Consolidated B-24 Liberator ed un caccia bimotore Lockheed P-38 Lightning.
L'indomani Gorrini si ripete abbattendo un B-17 sull'aeroporto di Nettuno con un M.C. 205; subito dopo veniva attaccato da un P-38 di scorta che abbatte.
Il 13 agosto, Roma subisce il secondo dei due più pesanti bombardamenti della sua storia. Gorrini e i pochi altri piloti della 83ª Squadriglia e 85ª squadriglia posti a difesa della "città santa" si levano in volo dalle "strisce" di Palidoro, per intercettare i 409 - tra bombardieri e caccia di scorta - velivoli della Dodicesima Air Force.
A 20 chilometri al traverso di Anzio, a 7.000 metri, intercetta la prima formazione di B-17 con i P-38 di scorta. Gorrini, su un Macchi C.205, attacca uno dei quadrimotori ed il B-17 precipita. Gorrini riesce a disimpegnarsi, ma durante la sua seconda sortita contro la terza ondata di bombardieri, viene attaccato dai caccia di scorta ed è costretto a lanciarsi da 2.000 metri sulla zona Littoria-Sezze, dove atterra incolume. 
Secondo altre fonti, sempre il 13 agosto, al largo di Ostia, fa precipitare un altro B-24, ma viene colpito dai mitraglieri del bombardiere e deve lanciarsi con il paracadute su Sezze. Il 26 agosto Gorrini abbatte un Supermarine Spitfire e, il giorno dopo, sotto i colpi dei cannoncini da 20 millimetri del suo Macchi C.205, cadono due B-24 che attaccavano Cerveteri. 
Il giorno 28 agosto Fibbia abbatté un primo caccia P-38, un secondo il giorno 29, e il 30, sempre ai comandi di un Macchi C.205 Veltro abbatté un bombardiere B-17.
Il 29 agosto, Gorrini abbatte due P-38. Il giorno seguente Gorrini distrugge un altro quadrimotore B-17 e viene citato nel bollettino di guerra.
Il 31 agosto Gorrini, decollato dall'aeroporto di Palidoro con l'85ª squadriglia, si scontra a 8.500 metri, nel cielo di Napoli, con i Supermarine Spitfire di scorta ad uno stormo di bombardieri U.S.A. Abbatte un Supermarine Spitfire (altri tre caccia britannici vengono dichiarati abbattuti dalla 85ª squadriglia) e danneggia un altro P-38 ma il suo aereo viene colpito e deve compiere un atterraggio di fortuna.
All'8 settembre 1943 era all'Aeroporto di Furbara Cerveteri nel 18º Gruppo Caccia del 3º Stormo Caccia Terrestre della 3ª Squadra aerea con quattro Macchi M.C.202 Folgore.